# Gamla Bromma trädgårdsstad

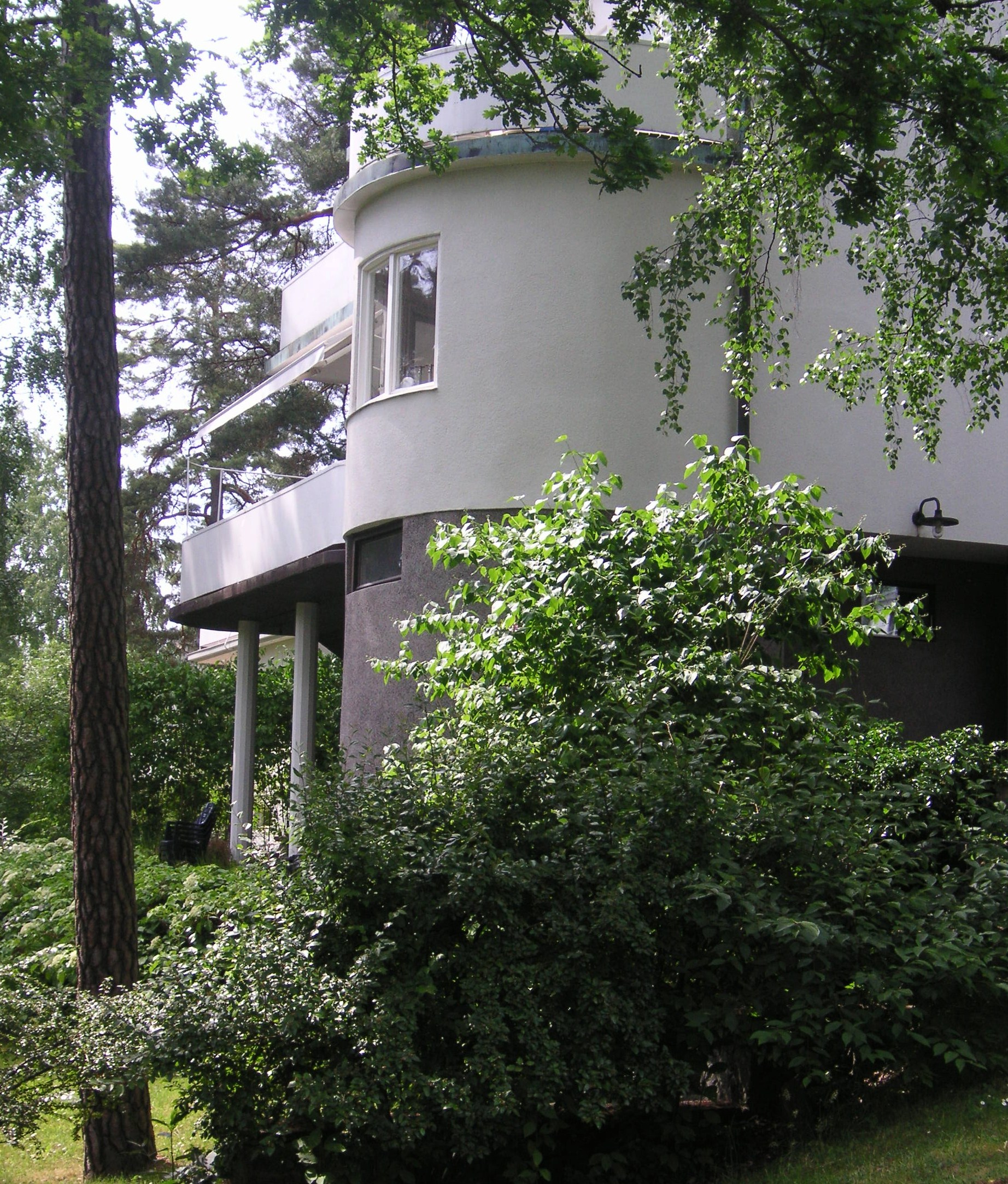
Trädgård i Södra Ängby, Stockholms sista av fastighetskontoret planlagda trädgårdsstad

Gamla Bromma trädgårdsstad (även Gamla Bromma, Bromma trädgårdsstad, Bromma villastad eller Södra Bromma) brukar beteckna de områden med större villor i Bromma (Stockholm), som byggdes ut enligt trädgårdsstadens ideal från 1910-talet fram till andra världskriget.
Till de mer kända stadsdelarna inom trädgårdsstaden hör:
- Ulvsunda (1912–)
- Äppelviken (1913–1922)
- Stora Mossen (1922–1929)
- Smedslätten (1920-talet)
- Ålsten (1923–)
- Höglandet (1926–)
- Nockeby (1930–)
- Södra Ängby (1933–1939, riksintresse)
- Bromma Kyrka (1921–)

Ibland inkluderas även egnahemsområdena:
- Olovslund
- Nockebyhov
- Norra Ängby (1930–1941)